# Метехан Гючлю
Метехан Гючлю (тур. Metehan Güçlü; нар. 2 квітня 1999, Монфермей, Франція) — турецький футболіст, нападник нідерландського клубу «Еммен».

## Клубна кар'єра
Футболом розпочав займатися з 9-річного віку в «Бонді». У команді U-15 виступав разом з Кіліаном Мбаппе.

### «Парі Сен-Жермен»
До молодіжної академії «Парі Сен-Жермен» приєднався 2012 року.
У Юнацькій лізі дебютним голом відзначився 12 вересня 2017 року в переможному (3:2) поєдинку групового етапу проти «Селтіка». Також завбивав в обох поєдинках проти «Андерлехта», а також реалізував свою спробу в серії післяматчевих пенальті у фінальному поєдинку проти «Аякса». У сезоні 2018/19 років з 11-а голами в 14-и матчах став найкращим бомбардиром другої команди ПСЖ в Національному чемпіонаті 2 (четвертий дивізіон).
Головний тренер «Парі Сен-Жермен» Томас Тухель взяв Метехана на зимові збори в Доху.
21 лютого 2019 року підписав свій перший професіональний контракт (на 3 роки) з «Парі Сен-Жермен». «Манчестер Сіті» та провідні турецькі клуби також проявили інтерес до гравця.
На професіональному рівні дебютував у поєдинку 28-о туру Ліги 1 2018/19 проти «Нанта». Метехан вийшов на поле на 74-й хвилині, замінивши Левена Кюрзава. У цьому ж матчі на 89-й хвилині відзначився голом після передачі Колена Дагба. Завдяки цьому матчу отримав медаль чемпіона Франції.
30 липня 2019 року відзначився голом у переможному (3:0) товариському поєдинку проти «Сіднея».

### «Ренн»
31 серпня 2019 року підписав 4-річний контракт з «Ренном», сума відступних склала 1,5 мільйони євро. Однак уже на початку вересня Гючлю травмував підколінне сухожилля на тренуванні та вибув на тривалий час, так і не зігравши до кінця сезону.

## Кар'єра в збірній
У футболці юнацької збірної Туреччини (U-17) відзначився 2-а голами в поєдинках кваліфікації юнацького чемпіонату Європи U-17 2016 у воротах однолітків з Англії та Фінляндії.
18 жовтня 2016 року дебютував за юнацьку збірну Туреччину U-18 в поєдинку проти однолітків з Румунії. 20 жовтня зіграв матч-відповідь проти румунської збірної.
У футболці юнацької збірної Туреччини U-19 взяв участь у юнацькому чемпіонаті Європи (U-19) 2018 року. На вище вказаному турнірі відзначився одним голом, у воротах збірної Англії.

## Стиль гри
Тренери Гючлю характеризують його як гравця, який поєднує в собі техніку, силу та ігровий інтелект. Високий зріст (182 см) не заважає йому демонструвати технічні навички. В поєдинку Національного чемпіонату 2 за резервну команду ПСЖ пробіг 11 кілометрів, що свідчить про те, що він не цурається чорнової роботи, навіть оборонної. За стилем гри дуже схожий на нападника паризького клубу Едінсона Кавані.

## Особисте життя
У середині 1980-х років в юному віці батьки Метехана переїхали до Франції. Оскільки батьки Гючлю мали турецьке громадянство, то й Метехан має турецьке громадянство.
Старший брат Айхан — колишній професіональний футболіст «Хасеттепе», грав за молодіжні команди ФК «Лор'ян» та юнацькі збірні Туреччини. Однак через травми змушений був завершити кар'єру гравця.

## Статистика виступів
Станом на 1 червня 2020
| Клуб              | Сезон   | Ліга     | Ліга  | Ліга | Кубок | Кубок | Кубок ліги | Кубок ліги | Єврокубки | Єврокубки | Інші  | Інші | Загалом | Загалом |
| Клуб              | Сезон   | Дивізіон | Матчі | Голи | Матчі | Голи  | Матчі      | Голи       | Матчі     | Голи      | Матчі | Голи | Матчі   | Голи    |
| ----------------- | ------- | -------- | ----- | ---- | ----- | ----- | ---------- | ---------- | --------- | --------- | ----- | ---- | ------- | ------- |
| «Парі Сен-Жермен» | 2018–19 | Ліга 1   | 1     | 1    | 0     | 0     | 0          | 0          | 0         | 0         | 0     | 0    | 1       | 1       |
| «Ренн»            | 2019–20 | Ліга 1   | 0     | 0    | 0     | 0     | 0          | 0          | 0         | 0         | —     | —    | 0       | 0       |

## Досягнення
«Парі Сен-Жермен»
- Ліга 1
  -  Чемпіон (1): 2018/19[9]